# Axel Hervelle
Axel Hervelle (né le 12 mai 1983 à Liège, Belgique) est un joueur belge de basket-ball, jouant au poste d'ailier fort (poste 4).
Il est drafté en 2005 par les Nuggets de Denver au second tour (52e), devenant ainsi le premier joueur belge à être drafté.
Il fait toute sa jeune carrière en Europe. Il joue tout d'abord pour le RBC Verviers-Pepinster pendant 4 ans, collectant en moyenne 11,4 points et 10,6 rebonds en 16 matchs durant la saison 2003-2004 et devient capitaine de l'équipe à seulement 20 ans. Au cours de cette saison, le RBC Verviers-Pepinster est sacré vice-champion de Belgique, battu en finale des play-offs par le Spirou Basket Club.
Ensuite, Axel Hervelle signe avec le Real Madrid où il joue depuis la saison 2004-2005. En 2005-2006, il joue 32 matches, avec une moyenne de 24 minutes par match, inscrivant 8,5 points et captant 5,5 rebonds.
Axel Hervelle (10 points, 5 rebonds, 4 passes décisives) remporte la Coupe ULEB 2006-2007 avec le Real Madrid en battant en finale les Lituaniens du Lietuvos Rytas (Vilnius), il est le 4e Belge à remporter une Coupe d'Europe de basket.
Hervelle est par ailleurs membre de l'équipe nationale belge de basket-ball.
Il rejoint le CBD Bilbao pour la saison 2009-2010.